# Кармасан
Кармаса́н (рос. Кармасан, башк. Ҡармасан) — село (у минулому селище) у складі Уфимського району Башкортостану, Росія. Адміністративний центр Кармасанської сільської ради.
Населення — 706 осіб (2010; 629 у 2002).
Національний склад:
- татари — 56 %
- башкири — 37 %